# 斯里白沙罗中心站
斯里白沙罗中心站位於马来西亚雪兰莪州八打灵再也斯里白沙罗镇达岗道（Persiaran Dagang）。本站属于布城线第一阶段线路，于2022年6月16日启用。

## 车站结构和设计

車站月台

本站属于布城线第一阶段路线，于2022年6月16日开始运营。车站设有两个入口，位于北侧和南侧，并可通过达岗道的支路进出。本站毗邻甲洞—瓜拉雪兰莪快速公路、吉隆坡第二中环公路和白蒲大道的交汇点，作为雪隆边界的第二中环公路的南侧为泗岩沫区的孟加拉拉镇和帝沙城市园（Desa ParkCity）。车站大厅位于地面层。闸机、自动售票机和服务柜台皆位于此楼。站台层则位于一楼，为侧式结构。本站备有残疾人友善的设施，例如坡道、导盲砖、残疾人厕所、轮椅使用者的低电梯按钮、电梯按钮盲文和轮椅使用者的低柜台。此外，站内也设有厕所、祈祷室、服务柜台和手扶梯。车站也配备了地面停车换乘停车场

### 楼层分布
| 地上一层 | 侧式站台，左侧车门将会打开 | 侧式站台，左侧车门将会打开             | 侧式站台，左侧车门将会打开 | 侧式站台，左侧车门将会打开 |
|          | 2号站台                    | 12 布城线 往布城中央（斯里白沙罗东）   |                            |                            |
|          | 1号站台                    | 12 布城线 往桂莎白沙罗（斯里白沙罗西） |                            |                            |
|          | 侧式站台，左侧车门将会打开 |                                        |                            |                            |
| 地面     | 站厅                       | 出入口、服务柜台、自动售票机           |                            |                            |

### 出入口

标尺为100米的车站周边位置图

斯里白沙罗中心站共設有2座出入口，皆位于地面层。A口位于车站南侧，设有私家车及出租车停靠处。B口位于车站北侧，设有接驳巴士站，可通往百美园（Wangsa Permai）、孟加拉拉镇和帝沙城市园。
| 12 布城线车站 |                  | |      |
|               |                  | |      |
| 编号          | 指示             | 设施 建议前往的目的地                                                                                          | 图片 |
| A             | 达岗道（南侧） · | 接驳巴士站（T107，T108，T109）                                                                                 |      |
| B             | 达岗道（北侧）   | 出租车停靠处、无障碍私家车停靠处、地面停车换乘停车场 斯里白沙罗广场（Dataran Sri Damansara） 、斯里白沙罗1-5区 |      |